# Hípotes (hijo de Filanto)
Hípotes o Hípotas (griego antiguo: ἱππότης: "jinete") es un personaje de la mitología griega, hijo de Filanto y de Leipefilene, hija de Yolao y bisnieto de Heracles.
Es conocido porque fue desterrado por ser culpable del asesinato de Carno, adivino favorito del dios Apolo, como parte del mito del retorno de los heraclidas. Se dice que fue el fundador (o cofundador) de la ciudad de Cnido.

## Mitología
Hípotes participó con Témeno en la expedición conocida como el "Retorno de los heraclidas". Durante esta campaña militar de reconquista del Peloponeso, Hípotes mató en Naupacto a un adivino llamado Carno, originario de Acarnania, al que había confundido con un mago y espía del ejército enemigo. El vidente había difundido la creencia en Apolo, por lo que el dios de la luz se encolerizó y empezó a causar grandes desgracias en el bando heraclida por venganza. La peste comenzó a asolar el campamento heraclida y su flota fue aniquilada por una tormenta. Cuando los heraclidas acudieron al oráculo del dios Apolo, les reveló que Carno era su adivino, destinado a guiarles. Para apaciguar a Apolo, Hípotes fue desterrado durante diez años y se crearon las fiestas Carneas en honor a Carno.
Durante su exilio, Hípotes tuvo un hijo llamado Aletes, al que su padre le llamó así ("el Errante") porque había venido al mundo cuando él estaba desterrado. Según fuentes antiguas, Hípotes unió sus fuerzas a las de su hijo cuando, siguiendo una predicción del oráculo de Dodona, tomó Corinto, expulsó a los sísifos y reconstruyó la ciudad. Se considera que Hípotes fundó (o cofundó con su hijo) la ciudad de Cnido, en Caria.
Hípotes tenía una hermana, Tero, que al igual que su madre, era famosa por su belleza. Amante de Apolo, dio a luz a Querón, el fundador epónimo de Queronea.